# 稼轩祠
稼轩祠，又称辛稼轩纪念祠、辛弃疾纪念祠，坐落在中华人民共和国山东省济南市历下区大明湖南岸遐园西侧的一座纪念南宋豪放派词人、将领辛弃疾的祠堂。

## 历史

### 李公祠

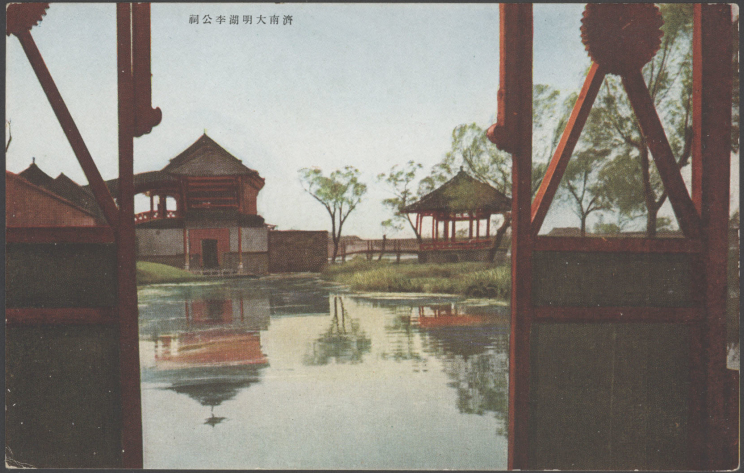
飞龙楼与觉沤亭

1901年，晚清重臣李鸿章逝世，清政府追赠其为太傅，晋一等肃毅侯，谥号“文忠”，入贤良祠，并在京师建专祠，光绪皇帝赐匾，亲书“功昭翌赞”四字，春秋两季，由朝廷派员专门祭祀；同时下令在其家乡安徽及其曾任职的天津、上海、南京、苏州、浙江、直隶、山东等地修建祠堂纪念。根据《李公祠皖江公所捐资题名》碑文记载，李公祠是由包括直隶总督袁世凯、山東巡撫周馥在内的两省各级官员捐资兴建。李公祠在清代常被山东官府用来接待外宾，德国胶澳总督都沛禄一行在1903年3月，英租威海卫行政长官骆克于1903年4月访问济南时均居住在李公祠。
周馥曾是李鸿章的得力助手和心腹，他主持修建李公祠后曾为之撰联：“天为斯世生才，旋乾转坤，勋业迈西平而上；民到于今受赐，御灾捍患，庙祀与东岱齐休。”李公祠是一组坐北朝南的官衙式院落。第一进院落的正房为三间门厅，左右各三间厢房。穿过门厅，是第二进院落，院中有亭，北厅三间是主祀殿（即享堂）。此外，祠中还布置有戏楼等亭台楼阁建筑，立有上刻光绪二十七年十月初三的皇帝诏书的御碑。

### 稼轩祠
民国初年，李公祠被改做他用。1950年代初，济南市政府征购大明湖湖田为国有，并对河道、湖区进行疏浚整修，拆迁临湖民宅300多处，于1958年正式将大明湖辟建为公园。1959年，为进一步扩大景区面积，拆迁湖南岸李公祠街等处民居近300处。1961年，济南市博物馆在大明湖公园内创建辛弃疾纪念祠（稼轩祠），是在李公祠原址改建而成。辛弃疾是南宋时期爱国将领、豪放派词人，出生于济南历城。1964年，稼轩祠全面整修，翻建了临湖阁楼新楼为钢混结构。1966年10月，纪念祠关闭。1980年，该祠在重修后恢复开放。1987年，移交大名湖公园管理，隶属于济南市园林局:540。1995年，稼轩祠被济南市政府定为爱国主义教育基地。
在2007年至2009年的大明湖扩建工程中，大明湖景区将稼轩祠进行了扩建，增加庭院曲廊，新增多媒体文化展示厅、稼轩词社、历代名人题赋书画展室、辛弃疾军旅生涯文化展、辛弃疾石刻故事墙等内容，总占地面积增至1400余平方米。

## 布局

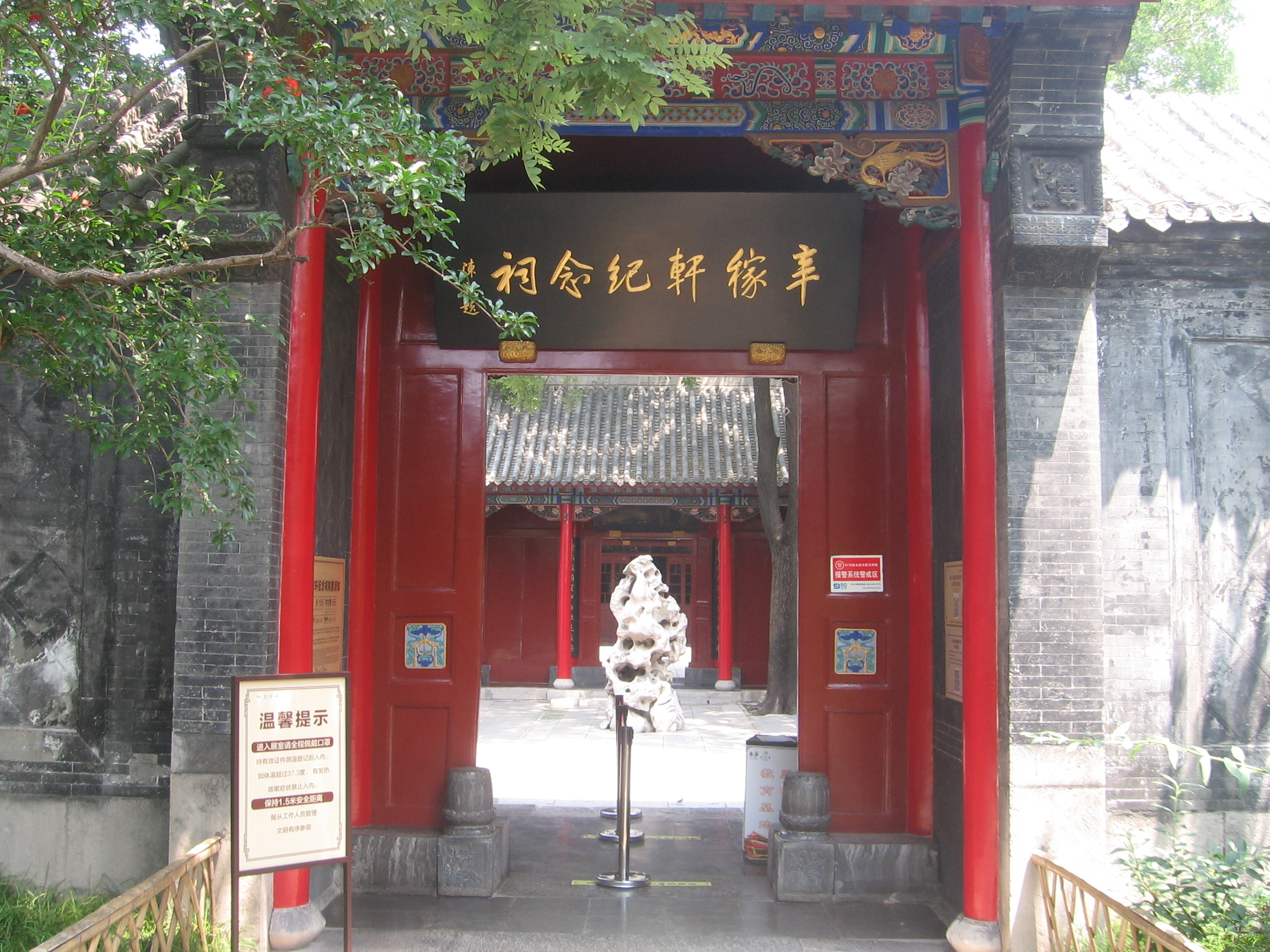
大门

该祠整体为坐北面南的三进院落，大门前立有照壁，门口两侧各一尊石狮，大门上悬挂有陈毅1964年题写的“辛稼轩纪念祠”金字匾额。
第一进院落中央为太湖石障景，院内种植有国槐、牡丹等。左右两侧各为三间厢房，分别陈列有毛泽东手书的六首辛弃疾词作，以及郭沫若、叶圣陶、臧克家、吴伯箫等人赞颂辛弃疾的作品。过厅面阔三间，进深一间，进门处上悬启功题写的“义胆忠魂”匾额，两侧门柱上是马公愚题书的楹联：“烟柳斜阳，归去东南余半壁；云山故国，望中西北是长安。”
第二进院落东西两侧为与正厅相通的游廊，廊壁上镶嵌有当代书法家所书的辛弃疾词作石刻32块，院内种植有松树、银杏、石榴、紫薇、月季等。北侧为三间卷棚顶式的正厅，正厅的门楣额枋均以彩绘装饰，上悬有郭沫若题写的“辛弃疾纪念祠”匾额，抱柱楹联为郭沫若1959年写的“铁板铜琶，继东坡高唱大江东去；美芹悲黍，冀南宋莫随鸿雁南飞。”正厅里面迎门立有一尊辛弃疾全身像，墙上悬挂有辛弃疾词作的木刻作品、辛弃疾生平事迹和一些名人字画，橱中陈列有与辛弃疾相关的各类书籍。
第三进院落北侧建有临湖阁，清末时称“飞龙楼”，后改称与辛弃疾相关的“集山楼”，北向湖滨的“集山楼”三字匾额为明代唐寅题书。集山楼上下两层，上为凉台，下为茶座，其北边紧临大明湖，一楼茶座有门可通湖边。院内种有国槐、竹子、石榴等。东西两侧为游廊，游廊北段与临湖阁二楼相通；西廊墙壁开有窗，多为扇面、海棠叶等各种异形；东廊向北依次叠升，中段台上建小亭，供登楼中途稍憩。
　

## 参观
稼轩祠本为免费景点:540，2009年9月扩建重新开放后被定为收费景点，票价为每人10元，但对未成年人参观和开展爱国主义教育活动免费。

## 备注
1. ↑  有资料称李公祠始建于清光绪三十年（公元1904年）[1][4]
2. ↑  辛弃疾曾在江西上饶带湖修建庄园，因居所能远眺灵山一带山冈故称“集山楼”[14]